# Ancistrocerus gazella

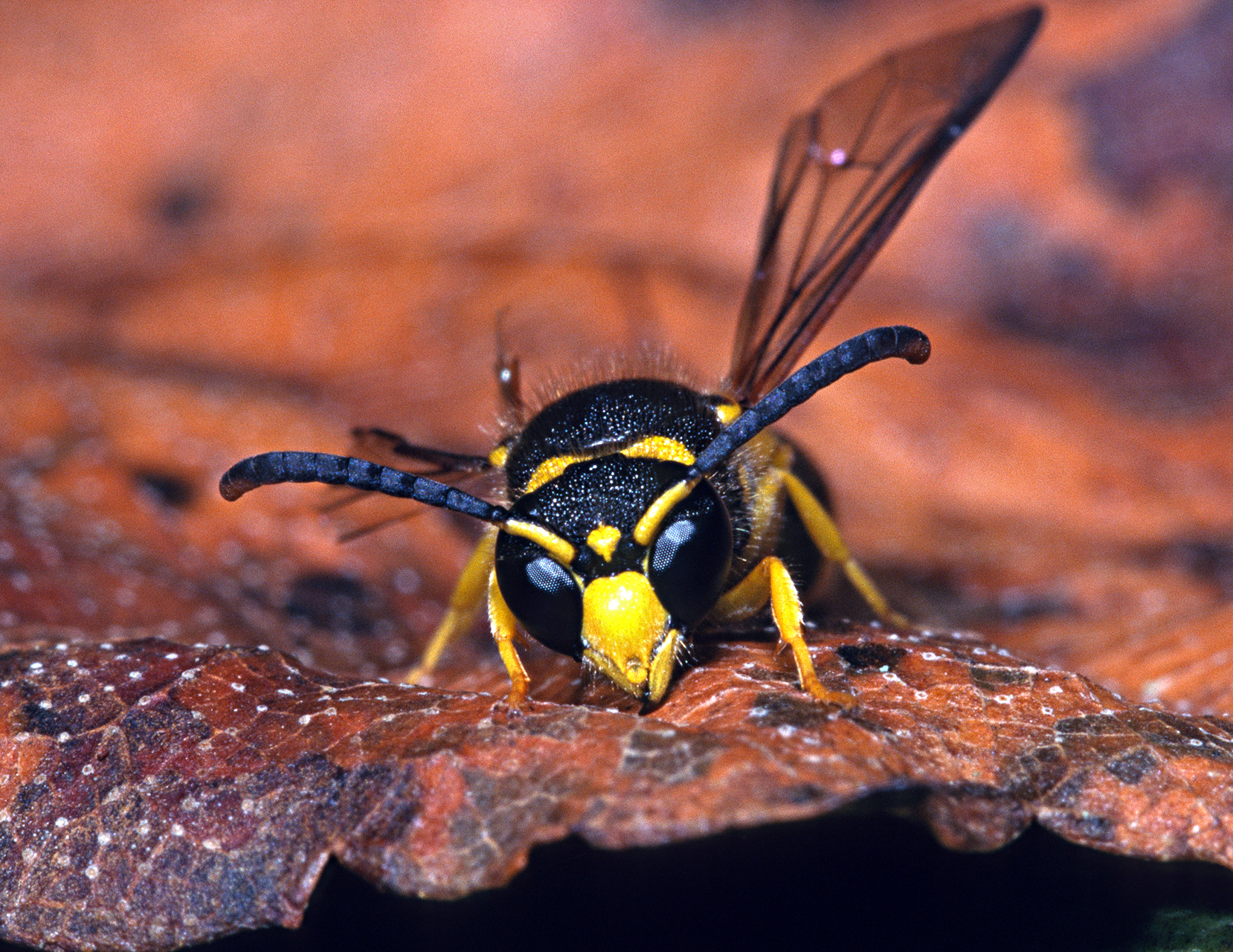
Ancistrocerus gazella, Detailaufnahme Kopf

Ancistrocerus gazella ist eine Art aus der Ordnung der Hautflügler (Hymenoptera) innerhalb der Solitären Faltenwespen (Eumeninae).

## Merkmale
Die Wespen erreichen eine Körperlänge von 7 bis 12 Millimetern. Ihr Körper ist gelb-schwarz gefärbt. Das zweite Sternit ist seitlich betrachtet nur schwach gewinkelt und nicht konkav. Von unten sind dessen Basalrippen gleich lang. Das sechste Tergit ist meistens schwarz gefärbt. Die Querkante auf dem ersten Tergit besitzt eine flache Ausbuchtung. Man kann die Art nur schwer von einigen anderen Arten der Gattung Ancistrocerus, insbesondere von Ancistrocerus parietum unterscheiden.

## Vorkommen
Die Art kommt in Nordafrika und von Südeuropa bis nach Zentralschweden vor. Sie besiedelt verschiedene Lebensräume mit sonnigen Nistgelegenheiten, regelmäßig auch in der Nähe des Menschen (Synanthropie). Die Tiere fliegen in zwei Generationen von Anfang Mai bis Ende Oktober. Sie zählen in Mitteleuropa zu den häufigsten Solitären Faltenwespen.

## Lebensweise
Die Weibchen von Ancistrocerus gazella fliegen auch bei schlechtem Wetter. Sie legen ihre Nester in Hohlräumen, wie etwa in Stängeln, Mauerritzen, Käferbohrgängen etc. an. Ideal sind Gangdurchmesser von 3,5 bis 5 Millimeter. Jedes Nest besteht meist aus ein bis zwei, selten auch drei bis vier Zellen. Zellen mit Weibchen sind deutlich größer und werden meist in Hohlräumen mit mehr Platz angelegt. Die Wände zwischen den Zellen werden mit einem sehr feinen, lehmigen Mörtel gebaut. Häufig wird auch ein Gangbereich (Attrium) hinter der Abschlusswand des Nestes angelegt, welches bis zu sieben Zentimeter lang sein kann. Die Brut wird mit den Raupen kleiner Schmetterlinge versorgt. Etwa 8 bis zehn Tage nach der Eiablage sind die Larven voll entwickelt und die eingelagerten Nahrungsvorräte verbraucht. Sie bauen einen gelblichweißen Kokon, der aus einer äußeren und einer inneren Hülle besteht. Der äußere Kokon dient dazu, Nahrungsreste und den vor Baubeginn abgesonderten Kot vom inneren Kokon fernzuhalten. Die Puppenruhe beträgt zumindest ein Monat. Die Art wird von der Gemeinen Goldwespe (Chrysis ignita) parasitiert.